# Сибилла Ангальтская
Сибилла Ангальтская (нем. Sibylla von Anhalt; 28 сентября 1564, Бернбург — 26 октября 1614 или 16 ноября 1614, Леонберг, Штутгарт) — аббатиса Гернродского монастыря в 1577—1581 годах. Покинула монастырь ради бракосочетания с Фридрихом I Вюртембергским и стала герцогиней Вюртембергской.

## Биография
Сибилла — дочь князя Иоахима Эрнста Ангальтского и его первой супруги Агнессы Барбиской (ум. 1569). Под давлением отца несовершеннолетняя Сибилла в 1577 году была избрана преемницей собственной сестры Анны Марии Ангальтской и утверждена императором Священной Римской империи Рудольфом II на посту аббатисы Гернродского монастыря. В 1581 году Сибилла сняла с себя полномочия аббатисы для того, чтобы при содействии своей будущей свекрови Элеоноры Вюртембергской выйти замуж за Фридриха I, сына графа Георга I Вюртембергского и Барбары Гессенской. Преемницей Сибиллы в аббатстве стала Агнесса Гедвига Ангальтская.
В этот момент времени супруг Сибиллы пришёл к власти в монбельярских владениях на левом берегу Рейна. В 1593 году Фридрих вступил в наследство герцога Людвига Вюртембергского и принял на себя властные полномочия во всём герцогстве Вюртемберг.
Сибилла вышла замуж в 16 лет и в последующие 15 лет родила 15 детей. При дворе она не играла особой роли и не имела влияния на мужа. Придерживавшийся абсолютистских взглядов Фридрих не отличался верностью супруге. Спустя 15 лет брака супруги проживали раздельно. Сибилла не сопровождала супруга в его поездках во Францию, Италию и Англию. В ответ Сибилла с особым энтузиазмом занялась ботаникой и химией. Чтобы скрыть свой интерес к сомнительной алхимии, она заявляла, что занимается сбором трав для лекарств, предназначенных бедным. После смерти Фридриха в 1608 году Сибилла переехала в Леонберг и там занялась обустройством местного дворца с помощью архитектора Генриха Шикхардта.

## Потомки
В браке с Фридрихом I родились:
- Иоганн Фридрих (1582—1628), женат на Барбаре Софии Бранденбургской
- Георг Фридрих (1583—1591)
- Сибилла Елизавета (1584—1606), замужем за курфюрстом Иоганном Георгом I Саксонским
- Людвиг Фридрих (1586—1631), основатель младшей побочной монбельярской линии Вюртембергского дома, женат на Елизавете Магдалене Гессен-Дармштадтской, затем на Анне Элеоноре Нассау-Саарбрюккен-Вейльбургской
- Иоахим Фридрих (1587)
- Юлий Фридрих (1588—1635), основатель побочной линии Вюртемберг-Вейльтингена
- Филипп Фридрих (1589)
- Ева Кристина (1590—1657), замужем за Иоганном Георгом (1577—1624), герцогом Егерндорфским
- Фридрих Ахилл (1591—1631)
- Агнесса (1592—1629), замужем за Францем Юлием Саксен-Лауэнбургским (1584—1634)
- Барбара (1593—1627), замужем за маркграфом Фридрихом V Баденским
- Магнус (1594—1622), погиб в битве при Вимпфене
- Август (1596)
- Анна (1597—1650)